# Мэн-цзы
Мэн-цзы (кит. 孟子, пиньинь mèngzǐ, Чжэнчжан: [*mraːŋs ʔslɯʔ]; 372 до н. э.—289 до н. э.) — китайский философ
, писатель, представитель конфуцианской традиции. В Европе был известен как Менций (Mencius).

## Биография и место в интеллектуальной традиции
Родился во владении Цзоу (совр. город Цзоучэн, близ Цюйфу в провинции Шаньдун), исторически и культурно связанном с царством Лу (Шаньдунский полуостров), откуда происходил Конфуций. Мэн-цзы — потомок лусского аристократического рода Мэнсунь. Служил советником в царстве Ци (в том числе при атаке на Янь, что отразилось в его взглядах на практику отказа от престола).
Мэн-цзы обобщил 4 моральные нормы конфуцианства: жэнь (仁 — «гуманность»), и (義 — «справедливость»), ли (禮 — «ритуал»), чжи (智 — «мудрость»). Он считал, что среди этих четырёх норм наиболее важны две первые. В общих положениях обосновал концепцию «изменения Небесного мандата».
Имел двух учеников: Гунсунь Чоу и Вань Чжана, именами которых названы вторая и пятая главы трактата «Мэнцзы».
Учение Мэн-цзы получило широкое применение в системе неоконфуцианства, и особенно — у Ван Янмина.
Новая волна современного интереса к учению Мэн-цзы связана с обнаружением двух версий текста «Усин» (五行) во второй половине XX века. Эти находки позволяют дать новую интерпретацию некоторых понятий, фигурирующих у Цзысы и Мэн-цзы (китайская академическая традиция объединяет этих философов в единое направление — школу Сы-Мэн, 思孟學派).

## Издания на русском языке
- «Мэн-цзы» (Избранные места) / Пер. Л. И. Думана // Древнекитайская философия: Собрание текстов в двух томах. Т. 1. — М.: Мысль, 1972 (Философское наследие).
- Мэн-цзы // Предисл. Л. Н. Меньшикова. Пер. с китайского, указ. В. С. Колоколова; под ред. Л. Н. Меньшикова. — СПб.: Петербургское востоковедение, 1999. — 272 с.(«Памятники культуры Востока»). //

## Литература

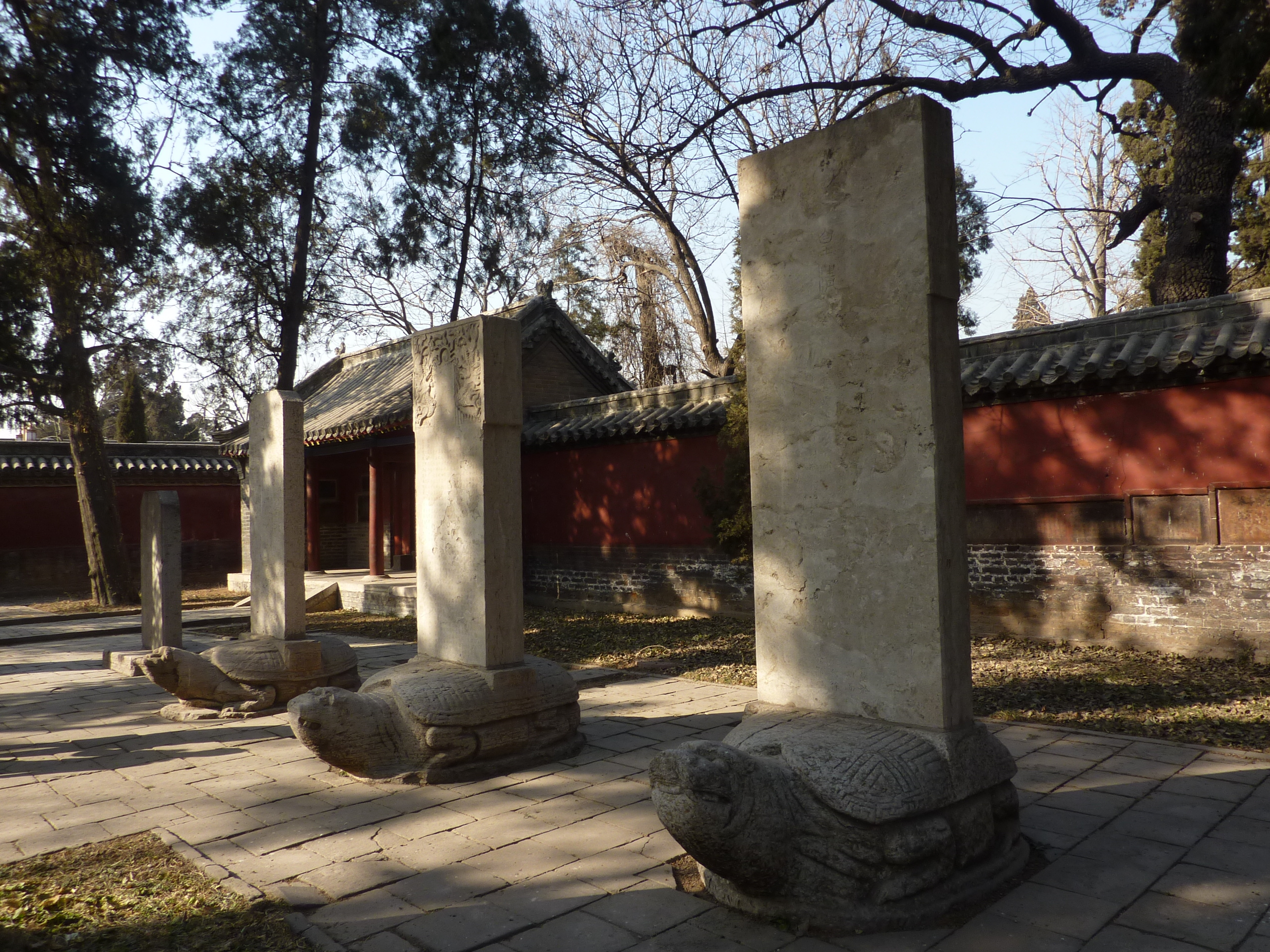
На территории храма Мэн-цзы на его родине в Цзоучэне. Ряд черепах со стелами цинских императоров — дань уважения древнему философу